# Ouldja Boulballout
Ouldja Boulballout (em árabe: الولجة بوالبلوط) é uma comuna localizada na província de Skikda, Argélia. De acordo com o censo de 2008, a população total da cidade era de 4 488 habitantes.